# Cerdistus santoriensis
Cerdistus santoriensis là một loài ruồi trong họ Asilidae. Cerdistus santoriensis được Hüttinger & Hradský miêu tả năm 1983. Loài này phân bố ở vùng Cổ Bắc giới.